# Revuelta (organització juvenil)
Revuelta és una organització juvenil espanyola d'ideologia d'⁣extrema dreta. Fundada el setembre del 2023, l'associació ha guanyat notorietat per la seva participació activa en manifestacions i protestes contra el Govern espanyol, particularment en temes com el globalisme i la ideologia de gènere, la Llei d'amnistia del 2024 o la gestió política de la DANA de València.

## Origen i objectius
Revuelta va sorgir com una resposta al context polític a Espanya, caracteritzat per una polarització creixent i el rebuig de certes polítiques impulsades pel Govern de Pedro Sánchez. L'organització es presenta com un moviment juvenil que aspira a la «renovació de la nació», oposant-se al que considera amenaces com el separatisme, la corrupció i les polítiques «antifamiliars». El seu manifest inclou referències a l'honor, la pàtria i la militància patriòtica. Tot i que Revuelta es declara independent de partits polítics, les similituds a l'ideari i el suport rebut per figures destacades de Vox han portat a considerar-la com un «braç juvenil» del partit.
Els objectius de Revuelta també inclouen la «pervivència cultural, territorial i demogràfica d'Espanya» davant del «wokisme⁣» i el «⁣globalisme⁣». L'organització considera que la joventut té la tasca de renovar la nació i s'oposa a l'individualisme i a les polítiques que consideren perjudicials per als valors tradicionals d'Espanya. Aquests valors inclouen la unitat del país, la defensa de les tradicions i l'oposició a la immigració massiva que, segons ells, amenaça la identitat nacional.

## Activitats i protestes
Revuelta ha protagonitzat nombroses manifestacions a diverses ciutats espanyoles, destacant per la seva capacitat de convocatòria, la intensitat de les seves mobilitzacions i actes violents i delictius. Un dels actes més coneguts de l'associació va tenir lloc davant de la seu del PSOE al carrer Ferraz de Madrid, en protesta contra les negociacions entre el govern i partits independentistes. En aquestes manifestacions, els membres de Revuelta van mostrar pancartes i van llançar consignes en contra del president Pedro Sánchez i el seu partit. A més, van participar en actes simbòlics com la destrucció d'un ninot que representava el president, cosa que va generar controvèrsia i crítiques per incitar a la violència.
L'associació també ha organitzat protestes en resposta a la política d'amnistia per als líders independentistes catalans. En aquestes concentracions, Revuelta ha adoptat la seu del PSOE a Ferraz com a «símbol» de la seva causa i ha instat a mobilitzar-se davant de les seus socialistes de diverses ciutats del país. A més de Madrid, s'han registrat protestes a ciutats com Barcelona, Badajoz, Bilbao, Sevilla, València, Oviedo, Salamanca, Tarragona i Saragossa . Aquestes protestes no sempre compten amb els permisos pertinents, cosa que ha fet que algunes siguin considerades il·legals.
Revuelta també ha tingut presència en actes simbòlics, com l'homenatge a les víctimes d'atemptats terroristes, i en concentracions organitzades per la Fundació per a la Defensa de la Nació Espanyola (Denaes), una fundació vinculada a Vox i per la qual Santiago Abascal desviaria diners dels militants de Vox. En aquests esdeveniments, els membres de Revuelta han utilitzat un discurs carregat de referències patriòtiques i de rebuig a allò que consideren concessions inacceptables del govern cap al separatisme i l'esquerra radical.

## Estructura i finançament
Revuelta centra les seves accions en tres àmbits: el carrer, les xarxes socials i la universitat. L'organització s'està expandint en l'àmbit universitari, amb l'objectiu de mobilitzar els joves i establir «branques universitàries». A més, planegen organitzar campaments d'estiu per a joves interessats en la «⁣militància patriòtica⁣». Aquests campaments busquen atraure joves que vulguin participar en activitats comunitàries i allunyades de l'⁣hedonisme.
Pel que fa al finançament, Revuelta afirma ser autònoma, depenent exclusivament de les quotes dels seus afiliats, donacions particulars i la venda de marxandatge. Les quotes varien entre 3 i 20 euros i també s'ofereixen donacions de fins a 200 euros. Tot i que l'organització assegura que té independència econòmica, diversos analistes han assenyalat el suport implícit de Vox i la relació dels seus membres amb aquest partit. El finançament també inclou la venda de samarretes amb missatges com "Revolta contra el separatisme" i la recepció de mecenatges de fins a 200 euros.
L'organització compta amb més de 15.000 seguidors a la xarxa social X (anteriorment Twitter), entre els quals hi ha destacats dirigents de Vox i membres del sindicat Solidaridad, afí a aquest partit. Entre els comptes que segueix Revuelta es troben associacions estudiantils i col·lectius d'ultradreta, com Denaes, Alternativa Estudiantil i Societat Civil Catalana.

## Controvèrsies
Revolta ha estat envoltada de diverses controvèrsies des de la seva fundació. El novembre de 2024, un voluntari vinculat al grup va reivindicar un atac contra la comitiva del president del Govern, Pedro Sánchez, durant una visita oficial a Paiporta. Aquest incident va generar investigacions policials i condemnes de diferents sectors de la societat per la violència implícita a les accions del grup. Els participants en l'atac van afirmar haver fet malbé el vehicle de Sánchez i haver-lo colpejat amb un pal a l'esquena.
L'associació també ha estat criticada per la retòrica emprada en les seves manifestacions i discursos, que sovint inclouen referències a la «lluita» i la «batalla cultural» contra el Govern actual, la «⁣ideologia de gènere⁣», el marxisme i el globalisme. Les seves accions i declaracions han polaritzat el debat polític a Espanya, atraient tant el suport de simpatitzants com la condemna dels que els consideren extremistes.
En alguns casos, les protestes han derivat en aldarulls amb les forces de seguretat i actes de violència simbòlica, com l'ús de ninots que representen líders polítics per escenificar atacs. Revuelta ha defensat els seus mètodes argumentant que aquests actes són simbòlics i busquen visibilitzar una «veu ignorada» pels mitjans de comunicació tradicionals.
L'associació també ha estat criticada pels seus vincles amb altres grups d'⁣extrema dreta. Segons diverses fonts, Revuelta està relacionada amb Plataforma 711, una organització que anteriorment va intentar establir-se a l'àmbit universitari i que també tenia vincles amb Vox. Tot i que Plataforma 711 no va aconseguir consolidar-se, els joves que en formaven part es van reagrupar sota la marca Revuelta, aprofitant el context polític de crispació per rellançar el moviment.